# 袁琦琦
袁琦琦（1995年10月26日—）是中国女子田徑運動員，17歲獲得全國田徑大獎賽短跑冠軍，21歲代表中國參加2016年夏季奧林匹克運動會。

## 外部連結
- 袁琦琦在国际奥林匹克委员会的资料
- 袁琦琦在的頁面